# Karl Moriz Diesing
Karl Moriz Diesing, Karol Maurycy Diesing (ur. 16 czerwca 1800 w Krakowie, zm. 10 stycznia 1867 w Wiedniu) – austriacki przyrodnik polskiego pochodzenia, helmintolog, botanik.

## Życiorys
Urodził się w Krakowie jako syn asesora ziemskiego. Uczęszczał do gimnazjum we Lwowie, ukończył je w 1819 roku. Od 1819 studiował medycynę na Uniwersytecie Wiedeńskim, zajmował się równolegle naukami przyrodniczymi. Tytuł doktora medycyny przyznano mu 28 grudnia 1826. Jako lekarz nie pracował. Został asystentem przy katedrze botaniki u Nikolausa von Jacquina. Od 1829 praktykant w Dworskim Gabinecie Przyrodniczym, najpierw w oddziale mineralogii u Friedricha Mohsa, potem helmintologii, pod kierunkiem Johanna Gottfrieda Bremsera. W maju 1835 został pierwszym kustoszem w oddziale mineralogii, w lipcu 1836 drugim kustoszem w oddziale zoologii. Wskutek przebytego w 1848 roku zapalenia siatkówki w 1849 całkowicie utracił wzrok, kontynuował jednak pracę naukową dzięki doskonałej pamięci i pomocy sekretarza Augusta Pelzelna. W 1852 roku przeszedł na emeryturę.
W 1848 został członkiem zwyczajnym Kaiserliche Akademie der Wissenschaften in Wien. Był członkiem honorowym k.k. Gesellschaft der Ärzte in Wien.

## Dorobek naukowy
W latach 1850–1851 wydał dwa tomy monografii Systema helminthum, w której opisał 175 gatunków nicieni.
Na jego cześć nazwano rodzaj Diesingiella Guiart, 1931 i gatunek Lingutula diesingii Beneden, 1848.

## Wybrane prace
- Monographie der Gattungen Amphistoma und Diplodiscus. Annalen des Wiener Museums der Naturgeschichte (1835)
- Neue Gattungen von Binnenwürmern (1835)
- Tropisurus und Thysanosoma, zwey neue Gattungen von Binnenwürmern (Entozoen) aus Brasilien. Medicinische Jahrbücher des kaiserl.-königl. österreichischen Staates 7, ss. 83-116 + 3 Tafel (1835)
- Aspidogaster limacoides, eine neue Art Binnenwurm, beschrieben und durch eine Abbildung erläutert. Medicinische Jahrbücher des kaiserl.-königl. österreichischen Staates 16, ss. 420-430 + 1 Tafel (1835)
- Versuch einer Monographie der Gattung Pentastoma. Annalen des Wiener Museums der Naturgeschichte 1, ss. 1-32 + Tafel 1-4 (1836)
- Neue Gattungen von Binnenwürmern nebst einem Nachtrage zur Monographie der Amphistomen. Annalen des Wiener Museums der Naturgeschichte 2, ss. 219–242 (1839)
- Ditrachyceros rudis Sultzer, ein Pseudohelminth. Österreichische medicinische Wochenschrift 50 ss. 1177-1181 (1841)
- Systematische Uebersicht der Foraminifera monostegia und Bryozoa anopisthia. Sitzungsberichte der Kaiserlichen Akademie der Wissenschaften. Mathematisch-Naturwissenschaftliche Classe ss. 17-19 (1848)
- Systema Helminthum, vol. 1. Wien: Braumüller, 1850
- Systema Helminthum, vol. 2. Wien: Braumüller 1851
- Neunzehn Arten von Trematoden (1855)
- Sechzen Gattungen von Binnenwürmer und ihre Arten (1855)
- Zwölf Arten von Acanthocephalen (1856)
- Neunzehn Arten von Trematoden (1856)
- Zwanzig Arten von Cephalocotyleen. Denkschriften der Kaiserlichen Akademie der Wissenschaften. Mathematisch-Naturwissenschaftliche Classe Wien 12, ss. 23-38 (1856)
- Sechzehn Arten von Nematoideen (1857)
- Vierzehn Arten von Bdellideen. Denkschriften der mathem. naturw. Classe der K. Ak. d. Wiss (1858)
- Berichtigungen und Zusätze zur Revision der Cercarieen. Sitzungsberichte der Kaiserlichen Akademie der Wissenschaften. Mathematisch-Naturwissenschaftliche Classe ss. 239-290 (1858)
- Revision der Rhyngodeen (Mit III Tafeln). Sitzungsberichte der Kaiserlichen Akademie der Wissenschaften. Mathematisch-Naturwissenschaftliche Classe 37 ss. 719-782 (1859)
- Revision der Nematoden (Mit I Tafel). Sitzungsberichte der Kaiserlichen Akademie der Wissenschaften. Mathematisch-Naturwissenschaftliche Classe 42 ss. 595-738 (1861)
- Kleine helminthologische Mittheilungen. Sitzungsberichte der Kaiserlichen Akademie der Wissenschaften. Mathematisch-Naturwissenschaftliche Classe 43, ss. 269-282 (1861)
- Revision der Turbellarien (1862)
- Revision der Cephalocotyleen: Abtheilung Cyclocotyleen. Sitzungsberichte der Kaiserlichen Akademie der Wissenschaften. Mathematisch-Naturwissenschaftliche Classe (1864)
- Revision der Cephalocotyleen: Abtheilung Paramecocotyleen (1864)
- Revision der Prothelminthen. Abtheilung: Mastigophoren. Sitzungsber. d. k. Akad. Wiss. zu Wien 52, s. 287-404 (1866)